# 2023年1月

## 1月1日
- 克罗地亚正式启用欧元，并加入申根区。[1]
- 路易斯·伊纳西奥·卢拉·达席尔瓦宣誓就任巴西总统。[2]
- 菲律宾民用航空局以空管中心停电为由临时关闭空域6个小时，360多架航班取消、延误或改道，涉及5万6000名乘客。[3]

## 1月3日
- 作曲家顧嘉煇在加拿大離世，終年92歲。早在1981年，已獲頒發「金針獎」前身的最高榮譽獎。[4]
- 原计划从杭州萧山国际机场飞往包头东河机场的华夏航空4064号班机起飞后疑似被鸟撞击後导致风挡外部出现裂痕返航，事故正在调查中。[5]
- 海南航空7603号班机准备从北京前往上海的滑行阶段时被一名25岁的旅客冲击舱门，并说出一串对飞机不祥的话语。这导致飞机被迫取消，肇事男子被逮捕。男子后被查出有精神异常。[6][7]

## 1月5日
- 本笃十六世的葬礼在聖伯多祿廣場举行，至少5万人到场。[8]
- 沙特阿拉伯判处两名维基百科管理员32年零8个月监禁。[9]
- 越南國會同意罷免副總理范平明，並任命陈红河和陈流光為副總理。[10]

## 1月6日
- 经过横跨四天的15轮投票拉锯战，美国众议院正式选出共和党的凯文·麦卡锡为新一任议长[11]。

## 1月8日
- 雅伊爾·博索納羅的支持者冲击位于巴西利亚三权广场的最高法院、国会和普拉納托宮[12]。
- 中国江西省南昌县发生一起重大道路交通事故，一辆大货车撞上送葬队伍，造成19人死亡、20人受伤[13]。

## 1月10日
- 凌晨0時47分，印尼馬魯古省塔寧巴爾群島發生規模7.6強震，震央位於摩鹿加群島安汶島南方427公里處海域，震源深度95.2公里[14]。

## 1月11日
- 中国广东省广州市天河区发生车辆冲撞行人的交通事故，已造成5死13伤。[15]

## 1月12日
- TESS計畫的NASA噴氣推進實驗室於西雅圖舉行的美國天文學會第241次會議上宣布發現TOI 700 e（英语：TOI 700 e），為該恆星系統繼TOI 700 d後，第二顆位於宜居帶內運行和地球一般大小的行星。TOI 700 e行星比TOI 700 d行星小約10%[16]。

## 1月14日
- 捷克13日至14日举行总统选举，军人出身的彼得·帕维尔和前总理安德烈·巴比什得票位居前两位，进入第二轮角逐[17]。
- 据BBC报道，伊朗前国防副部长阿里-礼萨·阿克巴里被处决。他在2019年因间谍罪被逮捕，并被伊朗政府定为英国间谍，同时阿克巴里持有伊朗国内非法的双国籍（伊朗-英国籍）。英国政府曾对死刑判决表示抗议，但无果。[18][19]

## 1月15日
- 克罗地亚库纳正式停止流通[20]。
- 一架隶属于雪人航空的ATR 72客机于尼泊尔博卡拉降落时坠毁，造成機上至少68人身亡[21]。
- 中華民國副總統賴清德在民主進步黨主席的同額競選中勝出，成功當選新一任主席[22]。

## 1月17日
- 越南二號人物、越共中央政治局委員兼國家主席阮春福向越南共產黨中央委員會請辭[23]。

## 1月18日
- 一架歐直EC225超級美洲獅直升機坠毁在乌克兰基輔布羅瓦里镇的一家幼儿园，共造成18人死亡、29人受伤，死者包括乘坐直升机的烏克蘭內政部長傑尼斯·莫納斯特爾斯基和第一副部長葉夫根尼·葉寧等共8位高级官员[24]。
- 澳門初級法院對太陽城集團創辦人周焯華涉嫌非法經營賭博及洗黑錢的案件進行宣判，裁定周焯華黑社會罪等五項罪名成立，合共被判18年單一刑罰[25]。

## 1月19日
- 中華民國行政院院長蘇貞昌正式請辭，待新閣揆確認後將率領全體內閣成員總辭，結束長達4年的院長工作[26]。
- 新西兰总理杰辛达·阿德恩宣布于2月8日卸任总理及新西兰工党领袖，他表示不会参选10月举行的2023年紐西兰大选。[27]

## 1月20日
- 韓國首爾市江南區道谷洞（英语：Dogok-dong）九龍村4區一戶民宅發生大火，至少燒毀約40間房屋，超過500人緊急疏散[28]。

## 1月21日
- 美國加州洛杉磯縣蒙特利公園市嘉偉大道（Garvey Ave）的一間舞廳發生大規模槍擊事件，當時華人舉辦慶祝農曆新年活動，有上千人聚集於附近，至少10人死亡、16人受傷。傷者中有2人情況危急，所有傷者已被送往當地醫院急救[29][30][31]。
- 土库曼斯坦人民委员会和议会联席会议投票废除人民委员会的立法机构地位，将其改革为一个独立机构，并将所有立法权力置于一院制的议会。改革后，人民委员会是土库曼斯坦行使最高宪法权力的独立“代表机构”。

## 1月22日
- 2023年冬季世界大学生运动会在美国纽约州普莱西德湖闭幕，日本代表团以21金、17银、10铜位列奖牌榜榜首[32]。

## 1月23日
- 美國加州聖馬刁縣半月灣市發生槍擊事件，1名槍手分別在山菇農場（Mountain Mushroom Farm）與康柯德農場（Concord Farm）開槍，造成7人死亡，3人重傷[33][34]。該次槍擊案發生在加州蒙特利公園市槍擊事件後僅兩天。

## 1月24日
- 香港籍貨輪金田號（JIN TIAN）航行至日本長崎縣五島市男女群島以西110公里海域時，因載運木材途中翻覆後沉沒，船上22人中有2人死亡、14人獲救、8人失蹤，已尋獲14名船員中，7人心肺停止，其中9人被救起時已無意識。事後日本、韓國海巡人員投入搜救[35][36]。

## 1月25日
- 联合国教科文组织将乌克兰敖德萨历史中心、也门示巴王国遗址及黎巴嫩拉希德·卡拉米國際會展中心列入世界遗产名录及濒危世界遗产名录[37]。

## 1月26日
- 以色列部隊突襲約旦河西岸傑寧市的難民營，與巴勒斯坦武裝分子交火，造成9人死亡、12人受傷，9名死者中包括1名年長婦女和8名男性。這起衝突成為傑寧市20年來，死傷最嚴重的一次[38][39]。

## 1月27日
- 美國田納西州謝爾比縣孟菲斯市公布5名警察毆打非裔泰爾·尼科爾斯的錄像，隨後美國多地爆發示威活動。泰尔·尼科尔斯於1月7日在美国田纳西州孟菲斯市被警察拦下后遭到殴打及虐待，10日宣告死亡。涉案的5名非裔警察被解僱，同时面临二级谋杀、严重攻击、严重綁架、執法不当行為和執法壓迫等罪名的指控[40][41]。
- 以色列耶路撒冷市尼夫亞可夫大道（Neve Yaakov boulevard）發生槍擊事件，槍手於晚間開車抵達猶太教堂，等安息日禱告結束時，對著猶太教徒開槍，導致7人死亡、3人重傷，死者中為5名男性、2名女性，傷者中為15歲男孩和60歲婦女等。隨後槍手開車逃到巴勒斯坦人聚居的貝特哈尼納社區，與警方交火；過程中，槍手試圖棄車離去，後來遭警察擊斃[42]。

## 1月28日
- 捷克於27日至28日舉行總統選舉第二輪投票，彼得·帕維爾以將近58.32%得票率當選，成為捷克自1993年獨立後第4任總統[43]。
- 美國加州洛杉磯縣比佛利山市艾利森大道（Ellison Dr.）附近的貝弗利山莊，有一處高級的短租住宅爆發槍擊案，導致至少3人死亡、4人受傷。醫護人員抵達現場後將2位傷者送醫，另有2人自行開車前往醫院治療。這是加州自1月以來，至少第6起大規模槍擊案[44]。
- Qorianka Tours公司的巴士於祕魯首都利馬出發，往通貝斯市途中，經皮烏拉省歐加諾斯鎮（Organos）附近公路時，因不明原因衝出路面墜崖，造成24人身亡。意外發生時，一些乘客被拋出車外，而其他人則被困在車內。這起事故發生於被稱為魔鬼彎（Devil's Curve）的地點[請求校對翻譯][45][46]。
- 在2023年澳大利亚网球公开赛女子单打比赛上以2-1战胜，夺得个人澳网首冠。[47]

## 1月29日
- 在印度布巴内什瓦尔和魯吉拉举行的2023年世界盃男子曲棍球賽上，德国队战胜比利时队获得冠军[48]。
- 在2023年澳大利亚网球公开赛男子单打比赛上以3-0战胜斯特凡诺斯·齐齐帕斯，夺得个人澳网第十冠。[49]

## 1月30日
- 巴基斯坦開伯爾-普什圖省白沙瓦市發生爆炸事件，地點位於白沙瓦市警備特區內的一所清真寺，造成至少83人死亡、10多人受傷，死者中有27名警員。當時自殺炸彈客坐在禮拜人群的第二排，在伊瑪目帶領祈禱開始後幾秒便引爆炸彈[50]。

## 1月31日
- 波音公司於美國華盛頓州斯諾霍米什縣埃弗里特市波音艾弗雷特工廠舉行歷史上最後一架波音747交機儀式。最后一架波音747于太平洋时间下午1点正式从波音艾弗雷特工厂起飛，將交付給亞特拉斯航空。在飛往辛辛那提市的途中於空中畫出一個「747后冠」的符號，向「空中女王」致敬[51]。